# Landesregierung Thullner
Die Landesregierung Thullner unter Landeshauptmann Johann Thullner bildete die Burgenländische Landesregierung von der Wahl Thullners am 24. Juli 1929 bis zum Ende der 3. Gesetzgebungsperiode am 10. Dezember 1930 und der Wahl der Schreiner II das bisherige Kabinett ab. Ab  4. Oktober 1930 war die Landesregierung Thullner nach der Demission mit der Fortführung der Geschäfte betraut worden. In der 3. Gesetzgebungsperiode hatten zuvor bereits die Landesregierungen Rauhofer II und Schreiner I amtiert. Die Landesregierung setzte sich aus sechs Mitgliedern zusammen, wobei nach der Landtagswahl 1927 drei Vertreter von der Christlichsozialen Partei (CSP), zwei Mitglieder von der Sozialdemokratischen Partei (SdP) und ein Landesrat vom Landbund (LdB) gestellt wurden. 
Nachdem der bisherige Landesrat Johann Thuller (CSP) Landeshauptmann Anton Schreiner am 24. Juli 1929 abgelöst hatte, rückte noch am selben Tag sein Parteikollege Lorenz Karall als Landesrat nach. Während der Amtszeit der Landesregierung Thullner ersetzte am 16. Dezember 1929 Alfred Walheim den Landesrat Gottlieb Grabenhofer vom Landbund. 

## Regierungsmitglieder
| Amt                                                     | Name                 | Partei | Zuständigkeitsbereiche |
| ------------------------------------------------------- | -------------------- | ------ | ---------------------- |
| Landeshauptmann                                         | Johann Thullner      | CSP    |                        |
| Landeshauptmann-Stellvertreter                          | Ludwig Leser         | SdP    |                        |
| Landesrat                                               | Michael Koch         | CSP    |                        |
| Landesrat                                               | Lorenz Karall        | CSP    |                        |
| Landesrat                                               | Ignaz Till           | SdP    |                        |
| Landesrat                                               | Alfred Walheim       | LdB    |                        |
| Vorzeitig ausgeschiedene Mitglieder der Landesregierung |                      |        |                        |
| Landesrat                                               | Gottlieb Grabenhofer | LdB    |                        |